# Ficedula harterti
Papa-moscas-de-hartert ou papa-moscas-claro-de-sumba (Ficedula harterti) é uma espécie de ave da família Muscicapidae.
É endémica da Indonésia.
Os seus habitats naturais são: florestas subtropicais ou tropicais húmidas de baixa altitude.